# Risalat al-Huquq
Risalat al-Huquq (arabe : رساله الحقوق « Épître sur Les Droits en Islam ») est une œuvre attribuée à Ali Zayn al-Abidin, le quatrième imam chiite. Risalat al-Huquq est raconté dans les livres : Al-Khisal, Al-Amali et Man la yahduruhu al-Faqih par Shaykh al-Suduq et à Tuhaf al-Oqul par Hussayn ibn Shu'bah Harrani.

## Sujet
Risalah al-Huquq contient deux introductions et des sections détaillées. 
En général ce traité contient 51 droits:
Épitre sur les Droits en Islam
Les droits d’Allah sur soi
- Le droit le plus important d’Allah
- Le droit de ta personne
- Le droit de la langue
- Le droit des oreilles
- Le droit des yeux
- Le droit des mains
- Le droit des pieds
- Le droit du ventre
- Le droit des parties intimes
- Les droits des actes
- Le droit de la prière
- Le droit du jeûne
- Le droit de l’aumône
- Le droit du sacrifice
- Le droit des leaders
- Le droit du gouverneur
- Le droit de l’enseignent
- Le droit de ton maître (qui t’a engagé)

Droits des sujets
- Les droits des sujets sous son autorité
- Droits des élèves
- Le droit de l’épouse
- Le droit du serviteur
- Droits des liens du sang
- Le droit de la mère
- Le droit du père
- Le droit de l’enfant
- Le droit du frère

Droits des autres
- Le droit du bienfaiteur (celui qui affranchit un esclave)
- Le droit de l’esclave affranchi
- Le droit de celui qui fait un acte généreux
- Le droit du Mu’adhdhin
- Le droit de l’imam durant la prière rituelle
- Le droit de l’ami avec qui l’on s’assoit
- Le droit du voisin
- Le droit du compagnon
- Le droit de ton associé
- Le droit de l’argent
- Le droit du débiteur
- Le droit d’un ami (partenaire)
- Le droit de celui qui plaide contre soi
- Le droit de celui contre qui l’on plaide
- Le droit de celui qui demande conseil
- Le droit de celui qui conseille une personne
- Le droit de celui qui prend un avis de soi
- Le droit du conseiller
- Le droit du plus âgé que soi
- Le droit du plus jeune que soi
- Le droit de celui qui demande
- Le droit de celui à qui l’on demande
- Le droit de celui à travers qui Dieu te rend heureux
- Le droit de celui qui agit mal avec soi
- Le droit des coreligionnaires
- Le droit des minorités religieuses